# Оксфорд (Мисисипи)
Оксфорд (енгл. Oxford) град је у америчкој савезној држави Мисисипи.

## Демографија
По попису из 2010. године број становника је 18.916, што је 7.16 (60,9%) становника више него 2000. године.
| Група             | 2000.         | 2010.          |
| Белци             | 8.760 (74,5%) | 13.465 (71,2%) |
| Афроамериканци    | 2.463 (21,0%) | 4.130 (21,8%)  |
| Азијати           | 315 (2,7%)    | 621 (3,3%)     |
| Хиспаноамериканци | 122 (1,0%)    | 465 (2,5%)     |
| Укупно            | 11.756        | 18.916         |